# Список найбільших міст штатів США
Це список із п'яти наднаних міст у кожному штаті США за кількістю населення за даними перепису населення Сполучених Штатів Америки 2015 року. Державні столиці позначені «курсивом».
За винятком Гавайських островів та Меріленду, місця для перепису (CDP) виключено.

## Список
| Місто             | Загальна кількість населення штату | Найбільш густонаселене місто | Найбільш густонаселене місто (Населення, 2010) | 2-ге місто за чисельністю населення | 3-тє місто за чисельністю населення | 4-те місто за чисельністю населення | 5-те місто за чисельністю населення | Столиця              |
| ----------------- | ---------------------------------- | ---------------------------- | ---------------------------------------------- | ----------------------------------- | ----------------------------------- | ----------------------------------- | ----------------------------------- | -------------------- |
| Алабама           | 4,817,786                          | Бірмінгем                    | 212,237                                        | Монтгомері                          | Гантсвілл                           | Мобіл                               | Таскалуса                           |                      |
| Аляска            | 710,231                            | Анкоридж                     | 291,826                                        | Фербенкс                            | Джуно                               | Ситка                               | Кетчикан                            |                      |
| Аризона           | 6,392,017                          | Фінікс                       | 1,445,632                                      | Тусон                               | Меса                                | Чандлер                             | Глендейл                            |                      |
| Арканзас          | 2,915,918                          | Літл-Рок                     | 193,524                                        | Форт-Сміт                           | Фаєтвіль                            | Спрінгдейль                         | Джонсборо                           |                      |
| Каліфорнія        | 37,253,956                         | Лос-Анджелес                 | 3,792,621                                      | Сан-Дієго                           | Сан-Хосе                            | Сан-Франциско                       | Фресно                              | Сакраменто (6)       |
| Колорадо          | 5,029,196                          | Денвер                       | 600,158                                        | Колорадо-Спрінгз                    | Орора                               | Форт-Коллінс                        | Лейквуд                             |                      |
| Коннектикут       | 3,574,097                          | Бриджпорт                    | 144,229                                        | Нью-Гейвен                          | Стемфорд                            | Гартфорд                            | Вотербері                           |                      |
| Делавер           | 897,934                            | Вілмінгтон                   | 70,851                                         | Довер                               | Ньюарк                              | Мідлтаун                            | Смирна                              |                      |
| Флорида           | 18,801,310                         | Джексонвілл                  | 821,784                                        | Маямі                               | Тампа                               | Орландо                             | Сент-Пітерсбург                     | Таллахассі (7)       |
| Джорджія          | 9,687,653                          | Атланта                      | 420,003                                        | Колумбус                            | Огаста                              | Мейкон                              | Саванна                             |                      |
| Гаваї             | 1,360,301                          | Гонолулу                     | 337,256                                        | Хіло1                               | Кайлуа1                             | Каполеї1                            | Канеохє1                            |                      |
| Айдахо            | 1,567,582                          | Бойсе                        | 205,671                                        | Меридіан                            | Нампа                               | Айдахо-Фоллс                        | Покателло                           |                      |
| Іллінойс          | 12,830,632                         | Чикаго                       | 2,695,598                                      | Аурора                              | Рокфорд                             | Джолієт                             | Непервілл                           | Спрингфілд (6)       |
| Індіана           | 6,483,802                          | Індіанаполіс                 | 820,445                                        | Форт-Вейн                           | Евансвіл                            | Саут-Бенд                           | Кармел                              |                      |
| Айова             | 3,134,693                          | Де-Мойн                      | 215,472                                        | Сідар-Рапідс                        | Давенпорт                           | Су-Сіті                             | Айова-Сіті                          |                      |
| Канзас            | 2,853,118                          | Вічита                       | 382,368                                        | Оверленд-Парк                       | Канзас-Сіті                         | Олейте                              | Топіка                              |                      |
| Кентуккі          | 4,339,367                          | Луїсвілл                     | 597,337                                        | Лексінгтон                          | Боулінг-Грін                        | Оуенсборо                           | Ковінгтон                           | Франкфорт (13)       |
| Луїзіана          | 4,533,372                          | Новий Орлеан                 | 343,829                                        | Батон-Руж                           | Шривпорт                            | Лафайєтт                            | Лейк-Чарлі                          |                      |
| Мен               | 1,328,361                          | Портленд                     | 66,194                                         | Льюїстон                            | Банґор                              | Саут-Портленд                       | Оберн                               | Огаста (9)           |
| Меріленд          | 5,773,552                          | Балтимор                     | 620,961                                        | Фредерік                            | Роквілл                             | Ґейтерсбург                         | Бові                                | Аннаполіс (7)        |
| Массачусетс       | 6,547,629                          | Бостон                       | 617,594                                        | Вустер                              | Спрингфілд                          | Лоуелл                              | Кембридж                            |                      |
| Мічиган           | 9,883,640                          | Детройт                      | 713,777                                        | Гренд-Репідс                        | Воррен                              | Стерлінг-Хайтс                      | Енн-Арбор                           | Лансинг (6)          |
| Міннесота         | 5,303,925                          | Міннеаполіс                  | 382,578                                        | Сент-Пол                            | Рочестер                            | Блумінгтон                          | Дулут                               |                      |
| Міссісіпі         | 2,967,297                          | Джексон                      | 173,514                                        | Ґалфпорт                            | Саутхевен                           | Хаттісбург                          | Білоксі                             |                      |
| Міссурі           | 5,988,927                          | Канзас-Сіті                  | 459,787                                        | Сент-Луїс                           | Спрингфілд                          | Індепенденс                         | Коламбія                            | Джефферсон-Сіті (15) |
| Монтана           | 989,415                            | Біллінгс                     | 104,170                                        | Міссула                             | Ґрейт-Фолс                          | Бозмен                              | Б'ют                                | Гелена (6)           |
| Небраска          | 1,826,341                          | Омаха                        | 408,958                                        | Лінкольн                            | Белв'ю                              | Ґранд-Айленд                        | Карні                               |                      |
| Невада            | 2,700,551                          | Лас-Вегас                    | 583,756                                        | Гендерсон                           | Ріно                                | Норт-Лас-Вегас                      | Спаркс                              | Карсон-Сіті (6)      |
| Нью-Гемпшир       | 1,316,470                          | Манчестер                    | 109,565                                        | Нашуа                               | Конкорд                             | Деррі                               | Рочестер                            |                      |
| Нью-Джерсі        | 8,791,894                          | Ньюарк                       | 277,140                                        | Джерсі-Сіті                         | Патерсон                            | Елізабет                            | Едісон                              | Трентон (6)          |
| Нью-Мексико       | 2,059,179                          | Альбукерке                   | 545,852                                        | Лас-Крусес                          | Ріо-Ранчо                           | Санта-Фе                            | Розуелл                             |                      |
| Нью-Йорк          | 19,378,102                         | Нью-Йорк                     | 8,175,133                                      | Баффало                             | Рочестер                            | Йонкерс                             | Сірак'юс                            | Олбані (6)           |
| Північна Кароліна | 9,535,483                          | Шарлотт                      | 731,424                                        | Ралі                                | Ґрінсборо                           | Дарем                               | Вінстон-Сейлем                      |                      |
| Північна Дакота   | 672,591                            | Фарґо                        | 105,549                                        | Бісмарк                             | Гранд-Форкс                         | Майнот                              | Вест-Фарґо                          |                      |
| Огайо             | 11,536,504                         | Колумбус                     | 787,033                                        | Клівленд                            | Цинциннаті                          | Толідо                              | Акрон                               |                      |
| Оклахома          | 3,751,351                          | Оклахома-Сіті                | 579,999                                        | Талса                               | Норман                              | Брокен-Ерров                        | Лотон                               |                      |
| Орегон            | 3,831,074                          | Портленд                     | 583,776                                        | Сейлем                              | Юджін                               | Грешам                              | Хилсборо                            |                      |
| Пенсільванія      | 12,702,379                         | Філадельфія                  | 1,526,006                                      | Піттсбург                           | Аллентаун                           | Ері                                 | Редінг                              | Гаррісберг (9)       |
| Род-Айленд        | 1,052,567                          | Провіденс                    | 178,042                                        | Ворік                               | Кренстон                            | Потакет                             | Іст-Провіденс                       |                      |
| Південна Кароліна | 4,625,364                          | Чарлстон                     | 129,272                                        | Колумбія                            | Норт-Чарлстон                       | Маунт-Плезант                       | Рок-Гілл                            |                      |
| Південна Дакота   | 814,180                            | Су-Фолс                      | 153,888                                        | Рапід-Сіті                          | Абердин                             | Брукінгз                            | Вотертаун                           | Пірр (8)             |
| Теннессі          | 6,346,105                          | Нашвілл                      | 660,388                                        | Мемфіс                              | Ноксвілл                            | Чаттануґа                           | Кларксвілл                          |                      |
| Техас             | 25,145,561                         | Х'юстон                      | 2,099,451                                      | Сан-Антоніо                         | Даллас                              | Остін                               | Форт-Верт                           |                      |
| Юта               | 2,763,885                          | Солт-Лейк-Сіті               | 186,440                                        | Вест-Веллі-Сіті                     | Прово                               | Вест-Джордан                        | Орем                                |                      |
| Вермонт           | 625,741                            | Берлінгтон                   | 42,417                                         | Ессекс                              | Саут-Берлінгтон                     | Ратленд                             | Барре                               | Монтпілієр (17)      |
| Вірджинія         | 8,001,024                          | Вірджинія-Біч                | 437,994                                        | Норфолк                             | Чесапік                             | Ричмонд                             | Ньюпорт-Ньюс                        |                      |
| Вашингтон         | 6,724,540                          | Сіетл                        | 608,660                                        | Спокен                              | Такома                              | Ванкувер                            | Белв'ю                              | Олімпія (24)         |
| Західна Вірджинія | 1,852,994                          | Чарлстон                     | 51,400                                         | Гантінгтон                          | Моргантаун                          | Паркерсбург                         | Вілінг                              |                      |
| Вісконсин         | 5,686,986                          | Мілвокі                      | 594,833                                        | Медісон                             | Грін-Бей                            | Кеноша                              | Расін                               |                      |
| Вайомінг          | 563,626                            | Шаєнн                        | 59,466                                         | Каспер                              | Ларамі                              | Джіллетт                            | Рок-Спрінґс                         |                      |

## Перелічені місця, зазначені в списку
Примітка 1:  Єдине включене місце на Гаваях — місто та округ Гонолулу. Частина цього району Гонолулу іноді трактується як "місто" для статистичних цілей, хоча вона не має жодного уряду окремо від уряду міста та округу в цілому. Бюро перепису населення США визначає Гонолулу місцем проведення перепису, яке збігається з округом Гонолулу.
Хоча штат Меріленд має цілий ряд об'єднаних міст, більшість великих населених пунктів відносяться до переписних місцевостей.